# Palacio de los Rojas
El palacio de los Rojas, conocido popularmente como casa de las Bolas, es un edificio de estilo renacentista ubicado en el casco antiguo de la villa segoviana de Cuéllar (Castilla y León), junto a la iglesia de San Pedro.
Fue mandado construir en el siglo XVI por el caballero don Melchor de Rojas y Velázquez, fundador del convento de la Concepción, hijo del conquistador Manuel de Rojas y sobrino del capitán Gabriel de Rojas.
En la actualidad alberga el Palacio de Justicia, único juzgado de instrucción del partido judicial de Cuéllar.